# Skärmmössa m/1952

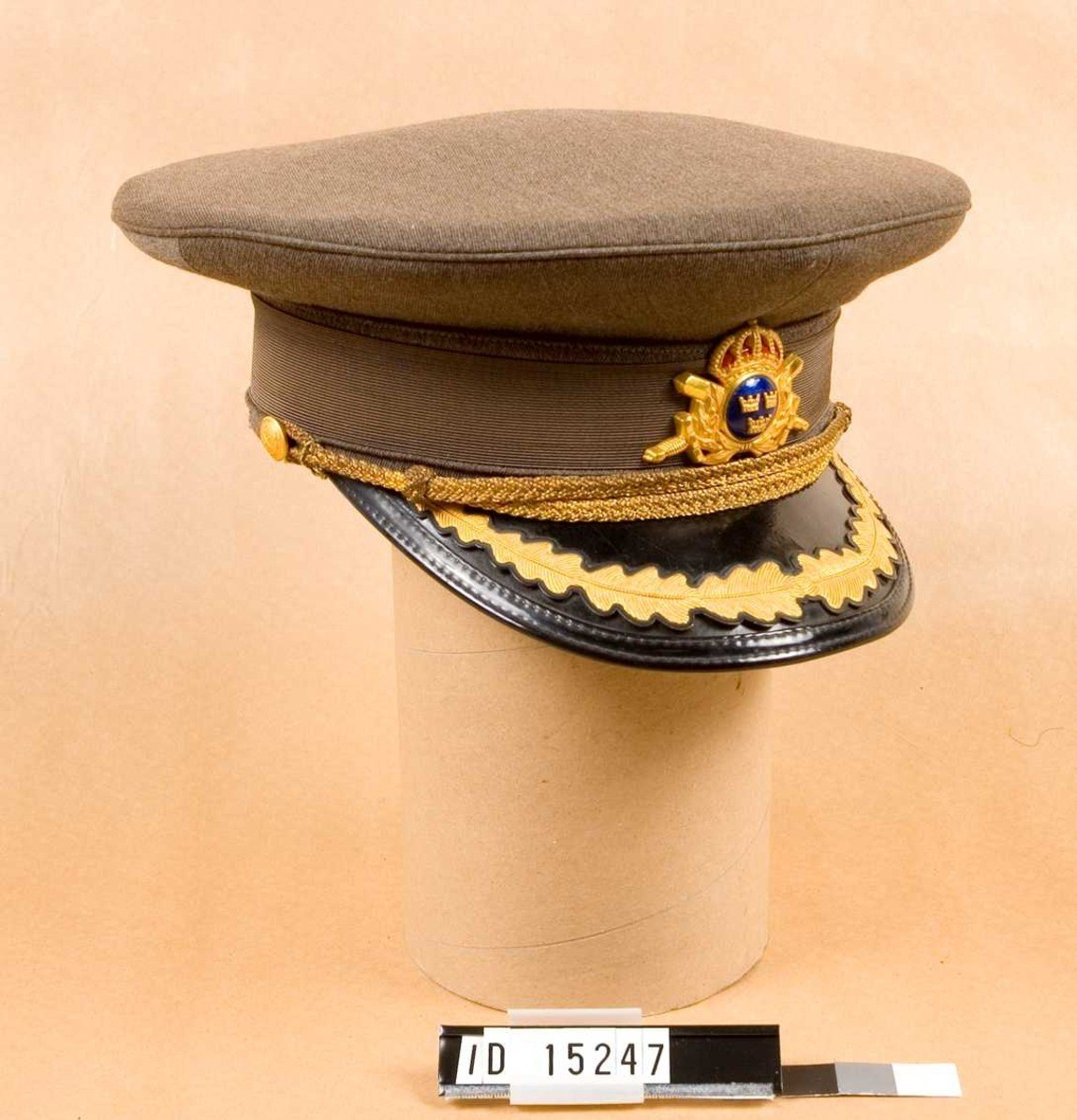
Skärmmössa m/1952 för generalsperson
(Ur armémuseums samlingar)

Skärmmössa m/1952 var en skärmmössa som användes inom Svenska armén.

## Utseende
Denna skärmmössa är av gråbrungrönt tyg och är försedd med mössmärke m/1952, mössrem m/1952, två knappar av regementets mindre modell och skärmbeteckning m/1952 (för överstar och generalspersoner).

## Användning
Denna skärmmössa användes av officerare, underofficerare och underbefäl (fr.o.m furirs grad) i armén till uniform m/1952.